# Équipe d'Ouzbékistan de football
Cet article traite de l'équipe masculine. Pour l'équipe féminine, voir Équipe d'Ouzbékistan féminine de football.
L'équipe d'Ouzbékistan de football est l'équipe nationale masculine sous l'égide de la Fédération d'Ouzbékistan de football.

## Historique

### Les débuts de l’Ouzbékistan
La Fédération d'Ouzbékistan de football est fondée en 1946, alors que l'Ouzbékistan fait encore partie de l'Union soviétique. Après la dislocation de l'URSS en 1991, l'Ouzbékistan, comme les 14 autres pays de l'ancienne union, devient indépendant. Le premier match officiel de l'équipe nationale d'Ouzbékistan se déroule alors le 17 juin 1992, contre le Tadjikistan, pays voisin dont c'est également le premier match, et se solde par un match nul 2 buts partout. L'Ouzbékistan est affilié la même année au sein de la FIFA, puis au sein de l'AFC en 1994.

### Les premières compétitions entre 1994 et 2002
Dans le cadre de la Coupe d'Asie des nations 1996 aux Émirats arabes unis, l'Ouzbékistan dispute pour la première fois de son histoire les éliminatoires de cette compétition. Pour ses premiers matchs non amicaux, l'équipe nationale arrive à se qualifier pour la phase finale du tournoi continental en écartant le Tadjikistan, mais elle ne réussit pas à franchir le premier tour. Par la suite, l'Ouzbékistan ne réussit pas à se qualifier pour la Coupe du monde 1998 : première de sa poule lors de la première phase, l'équipe finit 4e sur 5 équipes dans le groupe B du tour final.
Le 5 décembre 1998, le pays enregistre la plus large victoire de son histoire en battant à domicile la Mongolie 15 buts à 0, lors d'un match amical. L'Ouzbékistan se qualifie ensuite pour la Coupe d'Asie des nations 2000, mais ne passe toujours pas le premier tour lors de la phase finale, subissant même deux lourdes défaites. L'équipe ouzbèke enregistre en effet la plus large défaite de son histoire, lors du premier tour, en s'inclinant 8 buts à 1 contre le Japon. Le mangaka Yōichi Takahashi, célèbre pour Captain Tsubasa (ou Olive et Tom), a d'ailleurs repris ce match pour l'intégrer dans les tomes 7 et 8 de Captain Tsubasa - World Youth. L'Ouzbékistan perd également 5 à 0 contre l'Arabie saoudite.
Lors des éliminatoires de la Coupe du monde 2002, l'Ouzbékistan ne réussit toujours pas à se qualifier : comme pour l'édition précédente, les Ouzbeks terminent premiers de leur poule durant la première phase, mais échouent dans le groupe B du tour final, à la 3e place sur 5 équipes.

### Une puissance montante de l'Asie depuis 2004

#### Fin des années 2000 et début des années 2010
L'année 2004 inaugure une nouvelle ère pour l'équipe ouzbèke. Parmi les cinq pays d'Asie centrale issus de l'ex-URSS, seul l'Ouzbékistan a su s'imposer comme un concurrent potentiel des grandes puissances footballistiques asiatiques comme l'Iran, le Japon, l'Arabie saoudite, ou la Corée du Sud. Au classement FIFA, l'Ouzbékistan est d'ailleurs le sixième pays le mieux classé d'Asie en ce début de siècle.

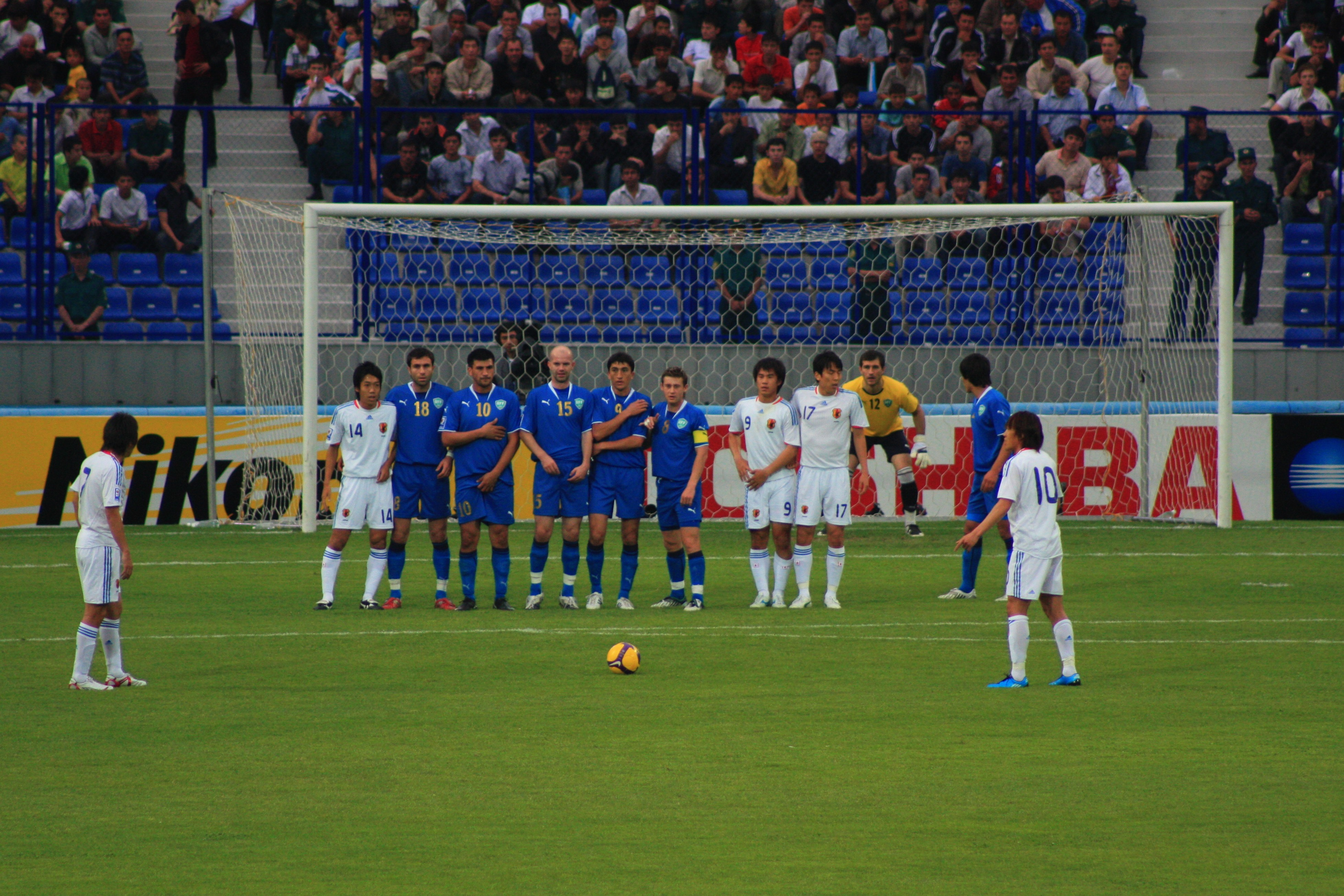
L'équipe d'Ouzbékistan (en bleu), lors d'une défaite contre le Japon, durant les qualifications pour la Coupe du monde 2010

L'Ouzbékistan parvient à accéder aux quarts de finale de la Coupe d'Asie des nations à deux reprises, en 2004 et en 2007. En 2004, l'équipe ouzbèke termine première de sa poule avec 3 victoires, avant de perdre de justesse face à Bahreïn, l'équipe surprise de la compétition (2-2, tab 4-3). En 2007, l'Ouzbékistan termine 2e de son groupe puis s'incline 1-2 face à l'Arabie saoudite.
L'Ouzbékistan passe aussi très près de la qualification dans les éliminatoires de la Coupe du monde 2006. Une polémique éclate après un match de barrage qualificatif lors duquel les Ouzbeks sont opposés à Bahreïn, équipe face à laquelle l'Ouzbékistan s'impose au match aller à domicile (1-0). L'AFC exige en effet que le match soit rejoué pour une faute d'arbitrage de l'arbitre japonais. La nouvelle confrontation se solde par un match nul (1-1) puis le match retour se termine sur le score de 0-0, qualifiant Bahreïn grâce au bénéfice du but marqué à l'extérieur. Cette élimination très controversée provoque une véritable colère des joueurs ouzbeks, ceux-ci étant à deux doigts de se qualifier pour le barrage suivant, ce qui ne leur était jamais arrivé auparavant.
Pour les qualifications de la Coupe du monde 2010, l'Ouzbékistan ne réussit pas à faire fructifier ses performances des années précédentes : après avoir passé facilement la première phase face à Taïwan, puis le 3e tour, l'équipe ouzbèke finit dernière de sa poule avec 6 défaites en 8 matches.
Lors de la Coupe d'Asie des nations 2011, les Ouzbeks bénéficient d'un parcours favorable où ils évitent à la fois les grandes puissances du continent et leur bête noire, Bahreïn. Ils terminent premiers de leur poule avec des victoires contre le Qatar, pays hôte de la compétition, (2-0) et le Koweït (2-1) ainsi qu'un match nul contre la Chine (2-2). En quarts de finale, ils battent la Jordanie (2-1) et accèdent au dernier carré de la compétition pour la première fois de leur histoire. En demi-finale, ils perdent toutefois lourdement contre l'Australie sur le score de 6 buts à 0. Pour le match de 3e place, ils sont à nouveau battus par la Corée du Sud (2-3), malgré une belle remontée au fil du match puisqu'ils étaient menés 3 à 0. Avec cette quatrième place, l'Ouzbékistan réalise alors sa meilleure performance en compétition internationale.

#### Désillusions de la fin des années 2010 au début des années 2020
Lors des éliminatoires de la coupe du monde 2014, l'Ouzbékistan réussit un très bon troisième tour de la zone Asie, finissant première du groupe C devant le Japon. Néanmoins, l'équipe ouzbèke entame le quatrième tour par une défaite à domicile contre l'Iran qui entraîne le limogeage de l'entraîneur. L'Ouzbékistan parvient ensuite à remonter dans le classement du groupe, gagnant à l'extérieur contre l'Iran et occupant même la 1re place du groupe à plusieurs reprises,, mais elle termine à la 3e place malgré une nette victoire contre le Qatar lors du dernier match (5-1). Ce classement empêche l'équipe ouzbèke de valider directement sa qualification mais lui permet de jouer le cinquième tour contre la Jordanie et espérer jouer le barrage de qualification contre une équipe sud-américaine. Lors du match aller à Amman, l'Ouzbékistan fait match nul (1-1), se mettant alors en position favorable ; mais au match retour à Tachkent, après avoir pourtant ouvert le score, l'Ouzbékistan s'incline aux tirs au but (1-1, t.a.b. 9-8). À cause de cette élimination, Mirjalol Qosimov décide de démissionner de son poste de sélectionneur.
Lors de la Coupe d'Asie 2015, l'Ouzbékistan, tête de série, est placé en compagnie de l'Arabie Saoudite, de la Corée du Nord et de la Chine et part légèrement favori. Lors du premier match face à la Corée du Nord, les Loups blancs l'emportent sur la plus petite des marges. Lors du 2e match, les ouzbeks sont défaits à la surprise générale contre la Chine après avoir pourtant ouvert le score (1-2). Il se qualifie toutefois lors du 3e match face à l'Arabie Saoudite 3-1 et termine 2e de son groupe derrière la surprenante Chine. Ils retrouvent en quart de finale la Corée du Sud, une des favorites du tournoi. Le match est globalement dominé par les Sud-Coréens mais le score reste vierge durant le temps réglementaire. L'Ouzbékistan encaisse finalement 2 buts durant les prolongations et est éliminé.
Mirjalol Qosimov retrouve ses fonctions de sélectionneur en juin 2012 et démissionne en juin 2015 quelques jours après la défaite (2-4) contre la Corée du Nord en ouverture des qualifications pour le Mondial 2018. Malgré ce mauvais départ, les Ouzbeks terminent toutefois à la première place de leur groupe du 2e tour, avec sept victoires consécutives. Lors du 3e tour qualificatif, l'équipe ouzbèke débute par trois victoires lors des quatre premiers matchs, mais accumule ensuite les contre-performances, comme une défaite face à la Syrie. Un match nul à domicile (0-0) lors de la dernière journée face à la Corée du Sud, dans ce qui était une finale pour la qualification face à un concurrent direct (une victoire aurait permis aux Ouzbeks de dépasser leur adversaire et terminer à la 2e place qualificative), empêche l'Ouzbékistan de décrocher la place de barragiste (au profit de la Syrie en raison d'une moins bonne différence de buts), l'équipe échouant donc à nouveau à se qualifier.
Lors de la Coupe d'Asie 2019, l'Ouzbékistan termine 2e du groupe F avec 2 victoires (2-1 contre Oman et 4-0 contre le Turkménistan) et une défaite (1-2 lors de la dernière journée contre le Japon). Les Loups blancs passent donc sans encombre le premier tour mais voient leurs parcours s'arrêter en huitièmes de finale, contre l'Australie qui les élimine aux tirs au but après un score vierge au bout du temps réglementaire et des prolongations (0-0, 2 t.a.b. à 4).
Lors du 2e tour qualificatif pour la Coupe du monde 2022, l'Ouzbékistan connaît une nouvelle désillusion en ne réussissant pas à se qualifier pour le dernier tour, une première puisque la sélection centrasiatique avait systématiquement atteinte ce dernier tour depuis qu'elle a pris part aux éliminatoires d'une Coupe du monde, la première fois pour l'édition 1998. Les Loups blancs n'ont en effet pas réussi à terminer parmi les 5 meilleurs 2e de groupe, avec un bilan de 5 victoires contre 3 défaites (à l'aller comme au retour contre l'Arabie saoudite, leader du groupe D, ainsi qu'au match aller à l'extérieur contre la Palestine).
L'Ouzbékistan a ensuite participé au troisième tour de qualification pour la Coupe d'Asie 2023. Désignés comme pays hôte du groupe C (en raison de la Pandémie de Covid-19 en Asie), les Centrasiatiques ont profité de cet avantage et de la faiblesse relative de la plupart de leurs adversaires pour remporter leurs trois matches et terminer en tête de leur groupe sans encaisser de but, validant ainsi leur qualification pour la Coupe d'Asie de l'AFC 2023.
L'Ouzbékistan est finaliste de la première édition de la Coupe d'Asie centrale des nations de football en juin 2023, s'inclinant en finale face à l'Iran.

#### Milieu des années 2020: qualification historique pour la Coupe du monde
L'Ouzbékistan a été placé dans le groupe B lors de la Coupe d'Asie de l'AFC 2023 avec l'Australie, la Syrie et l'Inde. Avant le tournoi, le meilleur buteur de l'histoire de l'Ouzbékistan, Eldor Shomurodov, s'est blessé à la jambe, ce qui l'a empêché de participer au tournoi. L'Ouzbékistan a fait match nul 0-0 lors de son premier match contre la Syrie et s'est imposé 3-0 contre l'Inde. Lors de son dernier match contre l'Australie, l'Ouzbékistan a fait match nul 1-1 et s'est assuré une place en huitième de finale en tant que deuxième de son groupe. Ils ont ensuite affronté la Thaïlande, qu'ils ont réussi à battre 2-1. En quarts de finale, les Ouzbeks ont affronté le Qatar, pays organisateur. Après un match nul 1-1 à l'issue de la prolongation, l'Ouzbékistan s'incline 3-2 lors de la séance de tirs au but.
L'Ouzbékistan est resté invaincu tout au long du deuxième tour de qualification pour la Coupe du monde 2026, avec quatre victoires et deux nuls, et a entamé le troisième tour de qualification à la deuxième place du groupe. Au troisième tour, l'équipe s'est qualifiée pour la première fois de son histoire pour la Coupe du monde, à un match de la fin, après un match nul et vierge à l'extérieur contre les Émirats arabes unis.

## Palmarès

### Classement FIFA

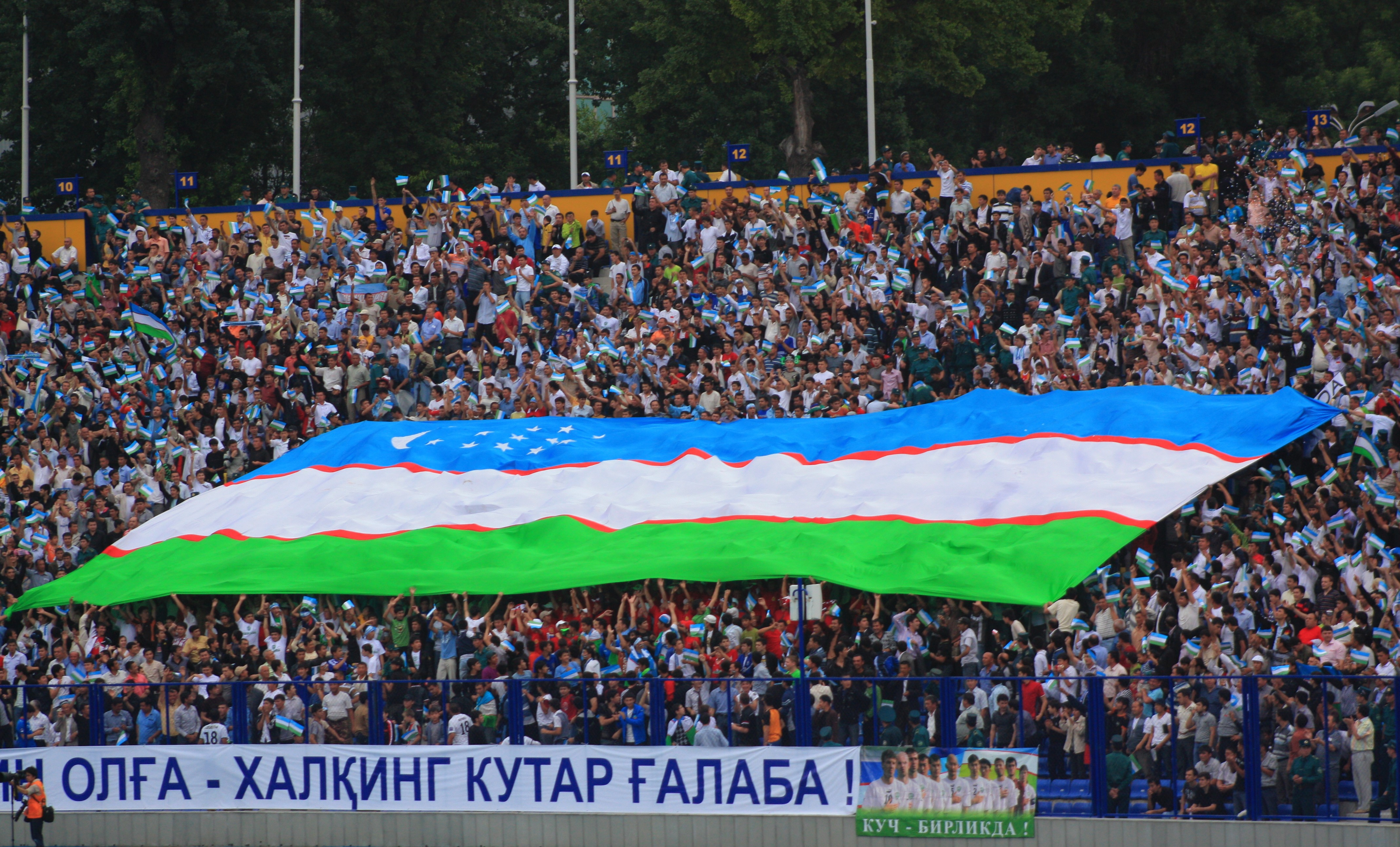
Supporters de l'équipe d'Ouzbékistan

| Année              | 1994 | 1995 | 1996 | 1997 | 1998 | 1999 | 2000 | 2001 | 2002 | 2003 | 2004 | 2005 | 2006 | 2007 | 2008 | 2009 | 2010 | 2011 | 2012 | 2013 | 2014 | 2015 | 2016 | 2017 | 2018 | 2019 | 2020 | 2021 | 2022 | 2023 | 2024 |
| ------------------ | ---- | ---- | ---- | ---- | ---- | ---- | ---- | ---- | ---- | ---- | ---- | ---- | ---- | ---- | ---- | ---- | ---- | ---- | ---- | ---- | ---- | ---- | ---- | ---- | ---- | ---- | ---- | ---- | ---- | ---- | ---- |
| Classement mondial | 78   | 97   | 109  | 79   | 66   | 55   | 71   | 62   | 98   | 81   | 47   | 59   | 45   | 64   | 72   | 76   | 109  | 75   | 67   | 68   | 74   | 74   | 62   | 78   | 95   | 85   | 85   | 84   | 77   | 68   | 58   |
| Classement AFC     | 11   | 9    | 17   | 11   | 11   | 5    | 7    | 8    | 14   | 13   | 7    | 7    | 3    | 6    | 6    | 7    | 15   | 6    | 5    | 6    | 4    | 6    | 6    | 9    | 14   | 12   | 12   | 11   | 10   | 9    | 7    |

### Parcours enCoupe du monde
| Année | Position                      |      | Année                         | Position |                   | Année | Position |
| 1930  | Membre de l' Union soviétique | 1974 | Membre de l' Union soviétique | 2010     | Tour préliminaire |       |          |
| 1934  | Membre de l' Union soviétique | 1978 | Membre de l' Union soviétique | 2014     | Tour préliminaire |       |          |
| 1938  | Membre de l' Union soviétique | 1982 | Membre de l' Union soviétique | 2018     | Tour préliminaire |       |          |
| 1950  | Membre de l' Union soviétique | 1986 | Membre de l' Union soviétique | 2022     | Tour préliminaire |       |          |
| 1954  | Membre de l' Union soviétique | 1990 | Membre de l' Union soviétique | 2026     | Qualifiée         |       |          |
| 1958  | Membre de l' Union soviétique | 1994 | Non inscrite                  | 2030     | À venir           |       |          |
| 1962  | Membre de l' Union soviétique | 1998 | Tour préliminaire             | 2034     | À venir           |       |          |
| 1966  | Membre de l' Union soviétique | 2002 | Tour préliminaire             |          |                   |       |          |
| 1970  | Membre de l' Union soviétique | 2006 | Tour préliminaire             |          |                   |       |          |

### Parcours enCoupe d'Asie des nations
| Année | Position                      |      | Année                         | Position |                    | Année | Position |
| 1956  | Membre de l' Union soviétique | 1984 | Membre de l' Union soviétique | 2011     | Demi-finale (4e)   |       |          |
| 1960  | Membre de l' Union soviétique | 1988 | Membre de l' Union soviétique | 2015     | Quart de finale    |       |          |
| 1964  | Membre de l' Union soviétique | 1992 | Membre de l' Union soviétique | 2019     | Huitième de finale |       |          |
| 1968  | Membre de l' Union soviétique | 1996 | 1er tour                      | 2023     | Quart de finale    |       |          |
| 1972  | Membre de l' Union soviétique | 2000 | 1er tour                      | 2027     | Qualifiée          |       |          |
| 1976  | Membre de l' Union soviétique | 2004 | Quart de finale               |          |                    |       |          |
| 1980  | Membre de l' Union soviétique | 2007 | Quart de finale               |          |                    |       |          |

## Records individuels
| # | Joueur                   | Sél. | Buts | Période   |
| - | ------------------------ | ---- | ---- | --------- |
| 1 | Server Djeparov          | 128  | 25   | 2002-2017 |
| 2 | Timur Kapadze            | 118  | 10   | 2002-2015 |
| 3 | Odil Ahmedov             | 108  | 21   | 2007-2021 |
| 4 | Ignatiy Nesterov         | 105  | 0    | 2002-2019 |
| 5 | Anzur Ismailov           | 102  | 3    | 2007-2019 |
| 6 | Alexander Geynrikh       | 97   | 31   | 2002-2017 |
| 7 | Azizbek Haydarov         | 83   | 1    | 2007-2018 |
| 8 | Eldor Shomurodov         | 78   | 41   | 2015-     |
| 9 | Otabek Shukurov          | 74   | 8    | 2016-     |
| 9 | Islom Tukhtakhujaev (en) | 74   | 2    | 2009-2021 |

| #  | Joueur             | Buts | Sél. | Période   |
| -- | ------------------ | ---- | ---- | --------- |
| 1  | Eldor Shomurodov   | 41   | 78   | 2015-     |
| 2  | Maksim Chatskikh   | 34   | 61   | 1999-2014 |
| 3  | Mirjalol Qosimov   | 31   | 67   | 1992-2005 |
| 3  | Alexander Geynrikh | 31   | 97   | 2002-2017 |
| 5  | Server Djeparov    | 25   | 128  | 2002-2017 |
| 6  | Odil Ahmedov       | 21   | 108  | 2007-2021 |
| 7  | Igor Shkvyrin      | 20   | 31   | 1992-2000 |
| 8  | Igor Sergeev       | 19   | 73   | 2013-     |
| 9  | Jafar Irismetov    | 15   | 36   | 1997-2007 |
| 10 | Ulugbek Bakayev    | 14   | 52   | 2001-2014 |